# Awaydays
Awaydays è un film del 2009, diretto da Pat Holden.

## Trama
Awaydays è un film sugli Hooligans, o per lo meno l'ambientazione è quella della vita di strada, pub e stadio tipica degli Hooligans che impazzavano negli anni '80 in Inghilterra. Ambientato a Liverpool narra l'avvicinamento di un ragazzo timido e per bene ad una firm di tifosi violenti. L'avvicinamento avverrà per mezzo di un ragazzo di nome Elvis, il quale è attratto dal nuovo arrivato sebbene inizialmente gli sconsigli di avvicinarsi a quell'ambiente. Carty, questo il nome del protagonista, entrerà nella spirale del divertimento in modo da incrinare i rapporti con la sorella pur di affiancare i suoi nuovi amici nelle trasferte all'insegna delle risse e delle bevute goliardiche. La tifoseria è molto giovane a parte il capo,  un trentacinquenne interpretato da uno degli attori migliori della scene Inglese, Stephen Graham (l'indimenticabile Combo di This Is England). Problemi esistenziali e di droga si interporranno tra i due nuovi amici che nel loro rapporto ricordano alla lontana un altro film inglese, Velvet Goldmine. La cura per la fotografia è ai massimi livelli, la sequenza in slow motion all'inizio della prima rissa è una delle più belle mai realizzate in un film a tema hooligans. Impossibile non notare il fattore pubblicità dell'Adidas che si occupa di quasi tutto l'aspetto del vestiario del film (un po' come la Fila nel The Firm di Nick Love). Problemi di Awaydays sono l'approccio che si può avere prima della visione: non è un film prettamente di hooligans anche se si addentra nelle tematiche, non è nemmeno un film che si incentra unicamente sul rapporto particolare tra i due protagonisti, non è quindi facilmente incanalabile a livello di gusti. Il realismo per quanto riguarda la firm in questione lascia a desiderare. I punti fermi ed efficaci del film sono una fotografia curatissima e una colonna sonora anch'essa molto curata caratterizzata da brani per lo più degli Ultravox, passando per i  The Cure e arrivando a gruppi come i Joy Division, musica naturalmente autoctona. Il film è dedicato alla memoria di Christopher Paul Sampson 1958-1978, presumibilmente un parente dello sceneggiatore, dato il coincidere del cognome.